# Rivière MacDonald
Rivière MacDonald är ett vattendrag i Kanada.   Det ligger i provinsen Québec, i den östra delen av landet, 800 km nordost om huvudstaden Ottawa. Rivière MacDonald ligger vid sjöarna  Lacs à Paulo och Lac Walker.
I omgivningarna runt Rivière MacDonald växer i huvudsak barrskog. Trakten runt Rivière MacDonald är nära nog obefolkad, med mindre än två invånare per kvadratkilometer.